# Henri Hulin
Pour les articles homonymes, voir Hulin (homonymie).
Henri Hulin, né le 10 juin 1912 à Origny (Aisne) et mort le 21 novembre 1995 à Saint-Quentin (Aisne), est un homme politique français, député du mouvement républicain populaire de 1946 à 1955.

## Biographie
Cheminot, engagé dans la Jeunesse ouvrière chrétienne, il passe l'essentiel de la seconde guerre mondiale dans un camp de prisonniers en Allemagne.
Engagé au sein du tout nouveau Mouvement républicain populaire à la Libération, il est candidat en position non éligibles pour l'élection de la première assemblée constituante, en 1945, puis tête de liste pour les élections suivantes, en 1946. Rassemblant 20,4 % des voix, il est élu député.
Réélu, avec 20,6 % des voix, en novembre 1946, puis en juin 1951, bien qu'il ne recueille que 8,7 % des voix, grâce à l'apparentement du MRP avec le RPF, il est un député relativement discret, intervenant peu et ne se démarquant jamais par des positions personnelles tranchées.
Ne se représentant pas pour un quatrième mandat en 1955, il quitte ensuite la vie politique.

## Détail des fonctions et des mandats
Mandats parlementaires
- 11 juin 1946 - 27 novembre 1946 : Député de l'Aisne
- 28 novembre 1946 - 3 juillet 1951 : Député de l'Aisne
- 5 juillet 1951 - 1er décembre 1955 : Député de l'Aisne